# Pietro Leoni
Pietro Leoni (Ceneda, novembro de 1452 — Spilimbergo, agosto de 1516) foi um professor, filósofo, gramático, poeta e humanista italiano.
Conhecido também como Cynthius Cenetensis ou Cinzio de Ceneda, era filho Giovanni di Donato. Em 1468 estava em Roma, onde passou a servir Lorenzo Zane. Até 1473-74 estudou na academia de Pomponio Leto, sendo logo destacado pelo seu talento poético. Em 1473 travou contato com Girolamo Bologni, secretário do arcebispo de Spalato, que deixou elogios sobre ele. Em torno de 1477 mudou-se para o Friuli para assumir uma cátedra na escola de gramática de Spilimbergo, onde atuará até poucos meses antes de falecer. Ocasionalmente desempenhava a função de notário. Foi correspondente de Vittore Lusa e Jacopo da Porcia, louvado pelo poeta Amaseo como "doutíssimo" e "honra maravilhosa da poesia italiana, a glória maior de Ceneda", tornou-se uma referência na cultura vêneta. Agostino Gerolami, Giorgio Anselmi, Marcantonio Sabellico, Francesco Pittiani, Marcantonio Amalteo e Antonio Belloni, entre muitos outros, admiraram sua obra. Quando faleceu numerosos epitáfios lhe teceram elogios.
Não parece ter publicado algo em vida, escrevendo por deleite privado e fazendo circular suas obras em manuscrito apenas entre amigos doutos e professores. Entre seus poemas é lembrado De Bello Germanico, onde cantou a guerra entre Maximiliano I e a República de Veneza. Deixou também comentários sobre as sátiras de Juvenal e os Fastos e Heroides de Ovídio, uma biografia de Virgílio e comentários sobre as Geórgicas. Seus comentários sobre a Eneida de Virgílio foram editados e publicados três vezes no século XIX, pelo cardeal Angelo Mai (edição parcial), por Giovanni Maria Dozio e pelo bispo Filippo Artico.